# João de Cardaillac
João de Cardaillac (em francês:  Jean de Cardaillac, data incerta - 7 de outubro de 1390) foi um prelado francês, Arcebispo de Braga e Patriarca Latino de Alexandria.

## Biografia
Filho de Bertrand de Cardaillac e de Ermenguarda, pertencia à família de Querci.
Nomeado bispo de Ourense em 8 de junho de 1351, pelo Papa Clemente VI, que anulou a eleição do cabido da Sé de Ourense. Consta que não era sacerdote ainda, tendo apenas a prima tonsura. Era, nessa época, doutor das leis formado na Universidade de Toulouse.
Em 18 de junho de 1361, sob Inocêncio VI, foi transferido para a sé metropolita de Braga, nomeado Primaz das Espanhas. Em 18 de julho de 1371, por Gregório XI, foi nomeado Patriarca Latino de Alexandria, ficando na França e atuando como administrador apostólico de Rodez, Auch, Tournai e Toulouse.
Deu provas surpreendentes de sua devoção nas guerras de Carlos V da França contra os ingleses e facilitou a conquista de Bertrand du Guesclin.